# Garagay
Garagay é um sítio arqueológico da Cultura Chavín localizado no vale do rio Rimac que remonta a 3.500 anos atrás. Está localizado no Distrito de San Martin de Porres, na região metropolitana de Lima, em uma área conhecida como Urbanização do Pacífico perto do cruzamento das avenidas Angélica Gamarra e Universitários. É composto de três grandes estruturas dispostas em U. Garagay foi estudada pelo arqueólogo Rogger Ravines em 1975. Embora protegido por uma cerca, em 1985, o sítio arqueológico foi invadido e saqueado. Escavações e estudos de conservação são conduzidas pelo Instituto Nacional de Cultura (INC). Este monumento esta localizado dentro da Hacienda Gargay Alto, pertencente à família Valle, que ainda detém o registro de propriedade dos mesmos (Processo 107731 do Departamento de Registros de Lima).

## Estruturas
Garagay é composto por três estruturas principais arranjadas em torno de uma grande praça em forma de U aberta para o nordeste, essa é uma característica arquitetônica da costa central do Peru durante seu período formativo (segundo milênio antes da era cristã).
A estrutura localizada no fundo do U (Estrutura B) é considerada o edifício principal por conter um Átrio do tipo Nártex, ela não tinha contrapiso e foi levantada diretamente do solo. Sua edificação ocorreu a partir de uma plataforma inicial na qual se sobrepõem outras devido a reformas posteriores. Foram encontradas evidencias de pelo menos três reformas, que chamaram Templo Antigo, Templo Médio e Templo Novo. Foi dada maior atenção ao Templo Médio (considerado pré-Chavin), pois o Templo Novo estava muito destruído.
Uma escadaria que se eleva por 12 metros de altura, sai da Praça Principal do U até o Átrio. Foi construída por pedras sobrepostas e coberta com uma fina camada de argila fina. Os degraus têm 30 cm de profundidade por 40 cm de altura e a julgar por sua boa conservação foi pouco utilizado.
O Átrio do Templo Médio é uma estrutura retangular de aproximadamente 24 m de lado, com uma abertura na parte central do lado norte incrustadas no corpo central do monte B. Sua orientação segue o eixo central do sítio. Uma parede de alvenaria com frisos policromados define os lados do Átrio. Do lado leste a parede é interrompida para dar lugar a uma escada que leva à parte superior da pirâmide. Este átrio é formado por três terraços em níveis diferentes nos dois superiores existem fileiras de buracos. A primeira destas fileiras continha postes de madeira que sustentavam um teto de palha. Para a construção do Templo Novo cortaram o muro do Templo Médio a uma altura de 1,40 m. Os frisos deste templo foram destruídos em 1959 por um desmoronamento.
Existem frisos nas paredes internas do Átrio, e o estudo iconográfico destes levaram a alguns arqueólogos a postular que seriam cronologicamente pré-Chavín. Subindo a Escadaria Principal podemos ver figuras que parecem estar rodeando o Átrio, tal como se representassem uma
procissão que se dirige da frente para os fundos. As figuras foram modeladas e rebocadas com argila fina e provavelmente pintadas con bolas de algodão embebidas em pigmento.  A cor rosa é usada como um fundo em toda a parede. Os frisos policromados foram repintados várias vezes usando as mesmas cores. Em alguns casos, foram encontrados até 10 camadas de tinta.

## Conservação
O estado de conservação Garagay é muito delicado, sendo abandonado por entidades públicas e constantemente destruído pela ação do tempo e pela atividade humana. No passado o lugar foi usado como uma pedreira para a fabricação de tijolos e até hoje a estrutura central é usada como a base para uma torre de alta-tensão. De agosto a dezembro de 1985 o sítio arqueológico foi invadido por 850 famílias, que construíram no local habitações precárias e que ao longo do tempo tornaram-se construções permanentes, apesar das tentativas de despejo por parte do Instituto nacional de Cultura (INC).